# Jeffrey Hopkins
Pour les articles homonymes, voir Hopkins.
Jeffrey Hopkins, né le 30 septembre 1940 à Barrington et mort le 1er juillet 2024 à Vancouver, est un tibétologue américain de renom. 

## Biographie
Jeffrey Hopkins est né à Barrington. Il est scolarisé à la Pomfret Preparatory School, puis rejoint l'université Harvard où il fait la connaissance de Robert Thurman qui l'encourage à étudier avec lui auprès de Guéshé Wangyal à Freewood Acres, New Jersey. 
Après quatre ans d'études avec Guéshé Wangyal, Hopkins rejoint l'université du Wisconsin pour approfondir ses études bouddhistes auprès de Richard Robinson. Hopkins travaille aussi avec Kensur Ngawang Lekden, l'ancien abbé du Collège Gomang de l'université monastique de Drepung, et d'autres érudits de la tradition tibétaine. Il termine son doctorat en 1973 intitulé Méditation sur la vacuité, publié par Wisdom Publications en 1983, une réponse à l'affirmation de Tiruppattur R. Venkatachala Murti (en) selon laquelle la méditation dans le Prāsaṅgika-Mādhyamika manquait d'objet.
Hopkins devient professeur universitaire au département d'études religieuses de l'université de Virginie, où il a enseigné pendant plus de trente ans depuis 1973 mettant en place le premier programme d'études sur le bouddhisme tibétain en Occident, dirigeant dix-huit doctorants ayant soutenus leurs thèses et trente et un étudiants en maîtrise, avant de prendre sa retraite en 2005.
Hopkins est l’auteur de plus de vingt-cinq livres sur le bouddhisme tibétain, dont le très marquant Meditation on Emptiness, qui est paru en 1983, donnant une explication novatrice de la pensée Prasangika-Madyamika de la tradition Gelugpa. 
En 1979, Jeffrey Hopkins est un des organisateurs de la première visite du dalaï-lama aux États-Unis et devient son interprète principal en anglais de 1979 à 1989 lors de ses tournées aux États-Unis, au Canada, en Europe, en Asie du Sud-Est et en Australie,. Hopkins traduit des enseignements du dalaï-lama publiés dans seize livres. Jeffrey Hopkins a joué un rôle significatif dans le développement du mouvement du Tibet libre. 
Atteint d'une maladie de Lyme diagnostiquée en 1991, il confia à Robina Courtin en 1993 l'aide récupératrice que lui apporta la récitation du mantra de Manjushri que lui donna plusieurs années plus tôt Ling Rinpoché. En 2006, il a publié sa traduction anglaise d'un travail majeur du lama Jonangpa, Dolpopa, sur la Nature de Bouddha et le Vide appelé Mountain Doctrine.
Dans ses écrits autobiographiques, Hopkins déclare se souvenir d'épisodes de sa vie antérieure de moine au Tibet, y compris de sa mort et avoir utilisé dans sa vie actuelle dans l'enfance une langue propre qu'il abandonna vers l'âge de dix ans réalisant qu'il s'agissait de la langue tibétaine quand il étudia avec Guéshé Wangyal.
Jeffrey Hopkins est mort le 1er juillet 2024 à Vancouver à 83 ans des complications d'un cancer.

## Travaux
- Lati Rinpoché, Elisabeth Napper, Jeffrey Hopkins, La mort, l’état intermédiaire et la renaissance dans le bouddhisme tibétain, Dharma Éditions, 2001,   (ISBN 2864870029)
- Dalaï-lama, Se voir tel qu'on est, avant-propos et traduction, 2006

### Traduction
- Yeshi Donden, La santé par l'Équilibre. Traité pratique de médecine tibétaine, Éd. Trédaniel, 2000,  (ISBN 2844451403), (en) Health Through Balance: An Introduction to Tibetan Medicine, traduit par Jeffrey Hopkins, Motilal Banarsidass Publ., 1997,  (ISBN 812081519X)